# ネェル・アーガマ
- 機動戦士ガンダムΖΖ > ネェル・アーガマ
- 機動戦士ガンダムUC > ネェル・アーガマ

ネェル・アーガマ (Nahel Argama) は、テレビアニメ『機動戦士ガンダムΖΖ』、小説およびOVA『機動戦士ガンダムUC』に登場する架空の艦艇。エゥーゴ→ロンド・ベル所属の宇宙戦艦である。ネェル・アーガマとは「アーガマに近きもの」の意。

## デザイン
メカニックデザインは、『ΖΖ』版を明貴美加、『UC』版をカトキハジメが担当している。また、『ΖΖ』ではアニメーターによる手描きだったのに対し、『UC』では破損時などのエフェクト以外は3DCGによる描画となっている。

## 設定解説
宇宙世紀0088年11月にアナハイム・エレクトロニクス (AE) 社のグラナダ工場が大型艦船シェアの奪取を目論んで建造した、機動戦艦である。モビルスーツ (MS) の運用を念頭において設計されており、一年戦争時に活躍したペガサス級強襲揚陸艦ホワイトベースの意匠を強く引き継いでいる。
アーガマに代わるエゥーゴ旗艦として開発され、アーガマの特徴であったMS運用能力を大幅に向上させるため、前方にカタパルトを上方に3基、下方に2基、後方に着艦用デッキを1基装備しており、ΖΖガンダムを3機に分離した状態で同時に発進させることも可能。MS搭載機数は、上下左右サイドデッキには当初は各2機・改修後は各3機、メインデッキは4機。1個MS大隊規模の運用が可能である。UC.0096時の配備定数はリゼル8機およびジェガン5機（予備機を含む）。エンジンブロックから四方に展開した4本のアームは折りたたみ可能な「カウンタースラスター」であり、MSがカタパルト発進した際の反動を打ち消す目的で船体重心から離れた位置に4基装備されている。また、艦中央から左右に伸びる主翼部分は折り畳み式であり、内蔵の太陽光ソーラーパネルからハイパー・メガ粒子砲や、メインエンジンにソーラーエネルギーを供給している。
アーガマでは欠点として挙げられていた火力の不足も、本艦ではハイパー・メガ粒子砲などの多数の火器を装備することで克服している。主砲の操作は三重になっており、砲座・サブブリッジ・ブリッジからのコントロールが可能である。「強襲巡洋艦」だったアーガマ級とは異なり、竣工直後は「機動戦艦」として位置づけられていたが、ロンド・ベルへの編入後には「強襲揚陸艦」となっている。地球連邦軍の「ロンド・ベル」発足の際に行われた部隊編成完結式および観艦式に参加していた、観閲官かつ同隊創設の立役者にして連邦政府高官であるジョン・バウアーが、同隊の実戦部隊として対抗しうるだけの組織への編成を提案・実施した。
宇宙世紀0096年時の乗員数は430名余り。後述のように、『UC』の映像化以降は艦籍番号が設定されている。
宇宙世紀0089年2月、第一次ネオ・ジオン抗争終結後、修復されたΖΖガンダム、Ζガンダム、百式、ガンダムMk-II、メガライダー共々地球連邦軍超機密秘匿扱いとされ、この艦の最終配属先は不明のままという説もあり、ビーチャ・オーレグらは第一次ネオ・ジオン抗争終結後に本艦を貰おうと考えていた。しかし、宇宙世紀0090年3月21日付地球連邦軍・独立新興部隊「ロンド・ベル」の発足と同時に、初代旗艦として編入される。ロンド・ベルの仮旗艦として艦載機部隊の慣熟訓練に携わるが、これは予定されていたラー・カイラム級機動戦艦の就役までの処置であった。
同年、ネオ・ジオン残党軍のポジドン艦隊との交戦によるエンジン被弾の末、アンマンへ撤退する。それについての展開は、ゲームブック『機動戦士ガンダム シャアの帰還』で、後にエゥーゴを基盤に結成される地球連邦軍ロンド・ベルの初代旗艦として就役している姿が描かれた。宇宙世紀0092年12月25日以後、ラー・カイラム就役と同時に、旗艦の座を移譲する。
その後もロンド・ベル所属の艦として運用され、宇宙世紀0096年のラプラス事変において活躍した。宇宙世紀0093年3月にはAE社のグラナダ工場にて大規模近代化改修が施されたが、グリプス戦役や第一次ネオ・ジオン抗争時の正規の国防計画を通さずに設計・建造された艦であるため、同型艦の存在しない互換性の無さや取り回しの悪さから艦隊編成には組み込まれず、主に単艦運用（特殊作戦運用）されている。なお、改修時には各部機材をクラップ級に使用されているタイプへ変更しており、推進器周りの形状はクラップ級のそれに近い形に変化した。MS搭載量も増えたうえ、整備運用システムの拡張性が高くなっており、新規MSをスムーズに受け入れ可能となっている。その結果、総合的に機能・性能・外観はホワイトベースに近くなっており、ネオ・ジオン「袖付き」（特にフル・フロンタル）からは「木馬もどき」と呼称される。
搭載しているMSや兵器には、ネェル・アーガマ艦載機であることを示す「NA」のコードが機体に描かれている。

## 艦籍番号
艦籍番号は、『ΖΖ』当時には確認できなかったが、『UC』のOVA化以降には「SCVA-76」という表示が、第2話での艦内のモニター映像などで確認できる。それ以降、いくつかの商品・書籍などで使用が確認されている。

## 搭載武装
ハイパー・メガ粒子砲
直径20m強におよぶエネルギーコンデンサを含めると全長50m、口径18mというあまりの大きさから艦内に納めることができず、メインカタパルトデッキの直下に位置する艦底部に露出したままで配置されている。理論上コロニーレーザーに匹敵する威力を持つ、拠点攻撃用兵器。一撃で大型戦艦を葬れるうえ、照射角の変更を行えば一艦隊を消滅させることも可能なほどの威力を持つ。
ただし、艦体に固定されているために照準の微調整が難しいことや、1回の射撃で艦の全動力を消費し尽くすために他のメガ粒子砲が使用不可となることなど、運用上の問題を抱えている。連射能力はなく、一度の戦闘で使用できるのは1回が限度である。
艦自体を巨大なメガ粒子砲とする発想に基づいた実験的な装備であるため、運用の難しさからか本艦以降の艦に同様の兵器が装備されることは無かった。
サブ・メガ粒子砲
ホワイトベース級、アーガマ級と同じように船体側面のシャッター部に収納された大型メガ粒子砲。
2連装メガ粒子砲×2（OVA版『UC』×4）
前方上下に配置された連装メガ粒子砲。アイリッシュ級に装備されているものとはデザインが異なる。小説版『UC』では改装後は上方前後に配置変更され、ラー・カイラム級、およびクラップ級に搭載されているタイプに統一された。OVA版『UC』では下記の単装副砲がこの砲塔に換装され、本砲塔の配置は上下方前後となった。
単装副砲×2（OVA版『UC』×0）
後方上下に配置された単装メガ粒子砲。アーガマ級やアイリッシュ級に装備されているものと同じデザインである。小説版『UC』では改装後は下方前後に配置変更された。OVA版『UC』では上記の2連装メガ粒子砲に換装されている。
単装ビーム砲×2
左右のMSカタパルトデッキ前方端に配置されている。砲身に比べて砲塔サイズが小さいという特徴を有する。
連装対空機銃座×16（OVA版『UC』×28）
改装時からの追加装備。小説版『UC』とOVA版『UC』で搭載数が異なる。対MSおよび航空航宙機迎撃用兵器。

## 劇中での活躍
『機動戦士ガンダムΖΖ』の後半にて、アーガマに代わるガンダム・チームの拠点として登場する。艦長は引き続きブライト・ノアが務めるが、彼が連邦軍との会談のためにフォン・ブラウン市へ向かうと、それ以降はビーチャ・オーレグが代理を務める。なお、ビーチャがMSで出撃する際には、トーレスやイーノ・アッバーブが代理を務めている。
ゲームブック『機動戦士ガンダム シャアの帰還』（企画：山口宏、スタジオ・ハード）では、宇宙世紀0090年にロンド・ベル隊所属艦となっており、ブライトが艦長を務めている。サイド3に向かうシャトルを臨検するが、それにはシャア・アズナブルが搭乗していた。シャアは本艦に乗艦してブライトと面会し、逮捕を免れるために搭載MSを奪ったとする説もあるが、最終的にシャトルのサイド4暗礁宙域への逃走を許してしまう。その後、モウサ付近でシャアが座乗するグワダン級戦艦「イン・エクセス」との砲撃戦の末、ハイパー・メガ粒子砲とカタパルト・デッキ2つを破壊され、アンマンへ帰投する。
『機動戦士ガンダムUC』では、シャアの反乱以後に大規模な戦闘がなかったこともあり、艦長のオットー・ミタスも含めて部隊全体の実戦経験は大幅に不足している。そのため、初戦はフル・フロンタルの駆るシナンジュ1機に対してすら十分な迎撃体勢を取れず、左舷側のカタパルト・デッキが直撃を受けて大破したうえ、ユニコーンガンダムを捕獲されるという惨敗に終わる。さらに「ラプラスの箱」という国家機密に関わったがゆえに、連邦軍上層部からの補給も満足に受けられず、以後はカタパルト・デッキの1基を喪失した状態のままで戦い抜くこととなってしまう。しかし、終盤のインダストリアル7宙域戦では各クルーが実戦を経験したことで成長し、さらに特殊部隊エコーズや、「袖付き」から離反したガランシェール隊といったベテラン軍人の協力を得ることで戦力を増強し、「袖付き」艦隊との決戦に勝利している。「ラプラスの箱」開放後は、バンシィ・ノルンを受け入れた状態で地球連邦軍に帰還していることが、後日談の『獅子の帰還』で語られている。

## 備考
ゲーム作品ではブライト・ノアが艦長になることが多い。「スーパーロボット大戦シリーズ」では、主にアーガマから乗り換えるという形で本艦が登場。「SDガンダム GGENERATIONシリーズ」の携帯機シリーズでは、新造戦艦ではなくムーンレィスの技術でアーガマが改造されたという、ゲーム独自の設定で登場する。また、『UC』のゲームへの登場以降、同作版をネェル・アーガマ改という名称で区別するようになっている。

## 乗組員

### 第一次ネオ・ジオン抗争時
艦長代理
- ビーチャ・オーレグ

| ブリッジ要員 - トーレス - キースロン - イーノ・アッバーブ - モンド・アガケ | パイロット - ジュドー・アーシタ：ΖΖガンダム - エル・ビアンノ：ガンダムMk-II - ルー・ルカ：Ζガンダム - ビーチャ・オーレグ：百式 | メカニック - アストナージ・メドッソ - アンナ・ハンナ | その他 - ミリィ・チルダー - プルツー |

### ラプラス事変時
艦長
- オットー・ミタス

副長
- レイアム・ボーリンネア

| ブリッジ要員 - ミヒロ・オイワッケン（オペレーター） - シドー・オモキ（機関長） - サーセル・ミツケール（センサー長） - ヘルム・コンバース（航海長） - ウタルデ・ハッシャー（砲術長） - ボラード（通信長） | パイロット - リディ・マーセナス（一時離脱を経て復帰） - ノーム・バシリコック - イアン - ホマレ - プール - ガロム・ゴルガ - マコ少尉 (J006) - シエロ (J4) - デボラ - ナーザル | メカニック - ジョナ・ギブニー | その他 - ハサン（軍医） - アーロン・テルジェフ |

## 搭載MS・兵器
宇宙世紀0088年・エゥーゴ運用時
- MSZ-010 ΖΖガンダム
- MSZ-006 Ζガンダム
- MSN-00100 百式
- RX-178 ガンダムMk-II
- FXA-08R メガライダー

宇宙世紀0090年・ロンド・ベル運用時
- MSN-100S 百式改
- RGM-89 ジェガン

宇宙世紀0096年・ロンド・ベル運用時
- RGZ-95 リゼル
  - RGZ-95C リゼルC型

- RGM-89D ジェガンD型
  - RGM-89De ジェガン（エコーズ仕様）（OVA版）
  - RGM-89De ジェガン（エコーズ仕様/コンロイ・ハーゲンセン機）（OVA版）

- RGM-89S スタークジェガン
  - RGM-89S プロト・スタークジェガン（OVA版）

- RGM-89DEW EWACジェガン（OVA版）
- MSN-001A1 デルタプラス
- D-50C/D50C ロト
- RX-0 ユニコーンガンダム
  - RX-0 フルアーマー・ユニコーンガンダム

- RX-0[N] ユニコーンガンダム2号機・バンシィ・ノルン（OVA版）
- NZ-666 クシャトリヤ
  - NZ-666 クシャトリヤ・ベッセルング（OVA版）
  - NZ-666  クシャトリヤ・リペアード（OVA版）

- AMS-129 ギラ・ズール
  - AMS-129 ギラ・ズール（親衛隊機）